# Uszak bzowy

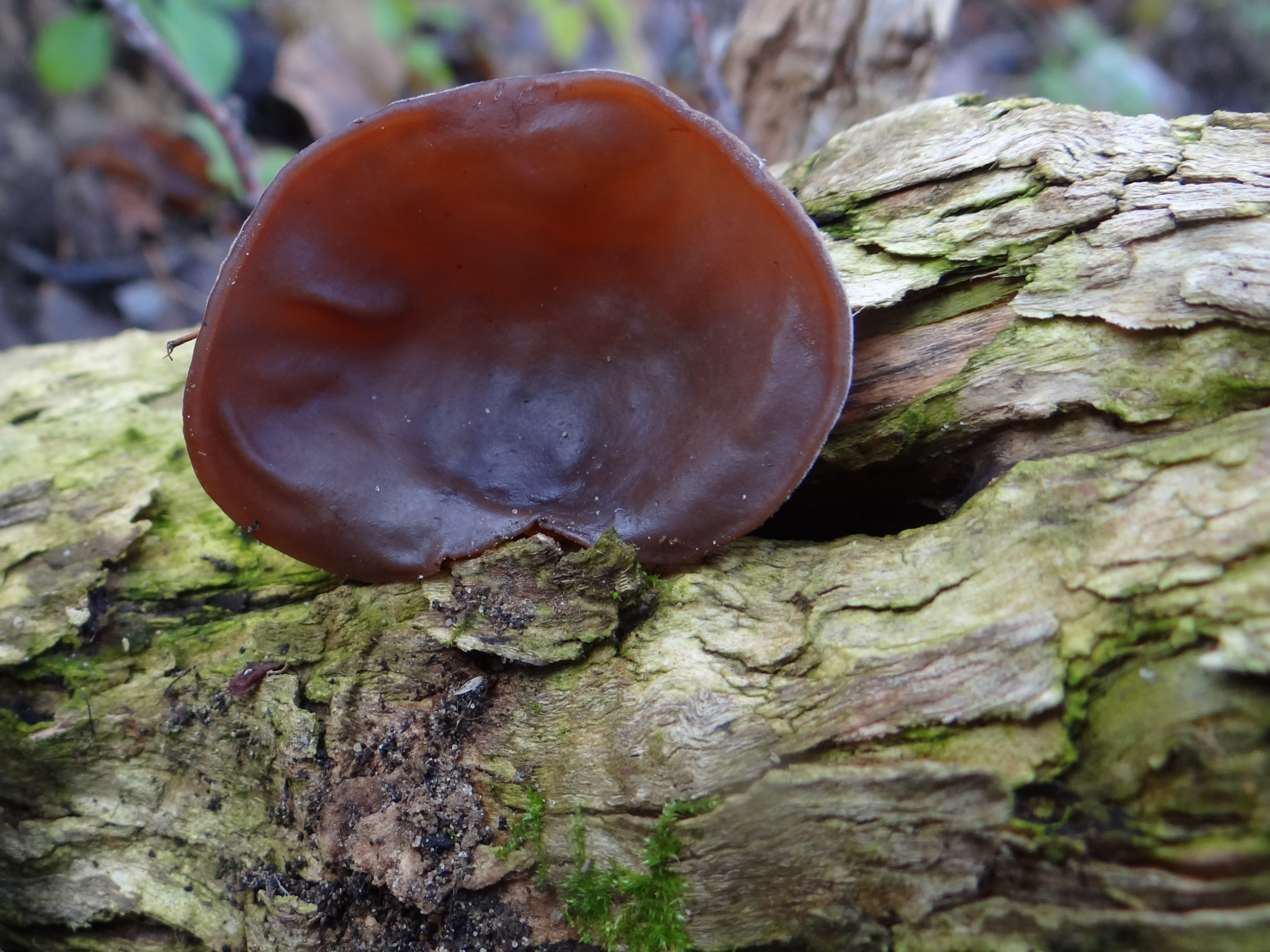
Wewnętrzna powierzchnia owocnika

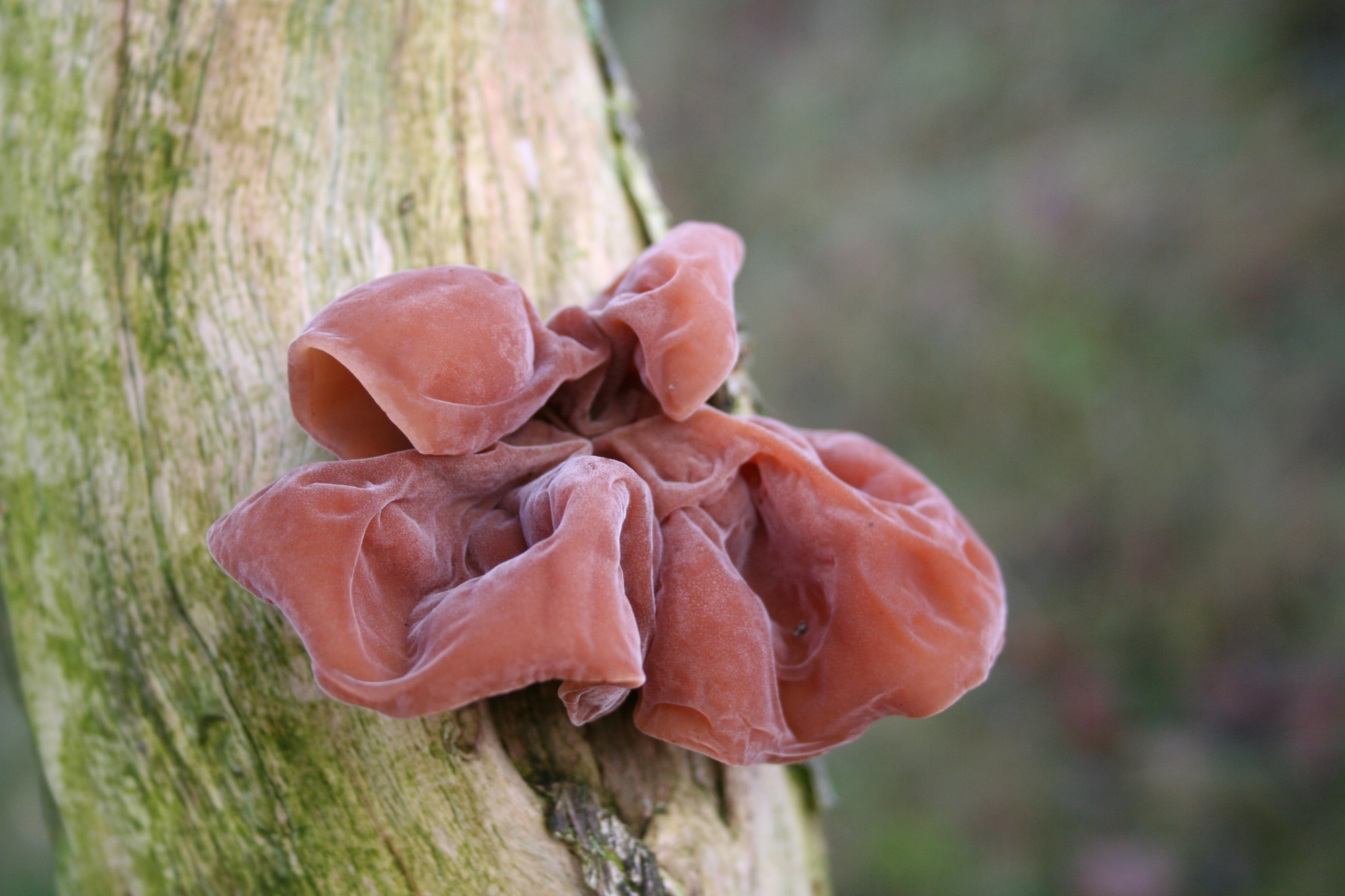
Zewnętrzna powierzchnia owocników

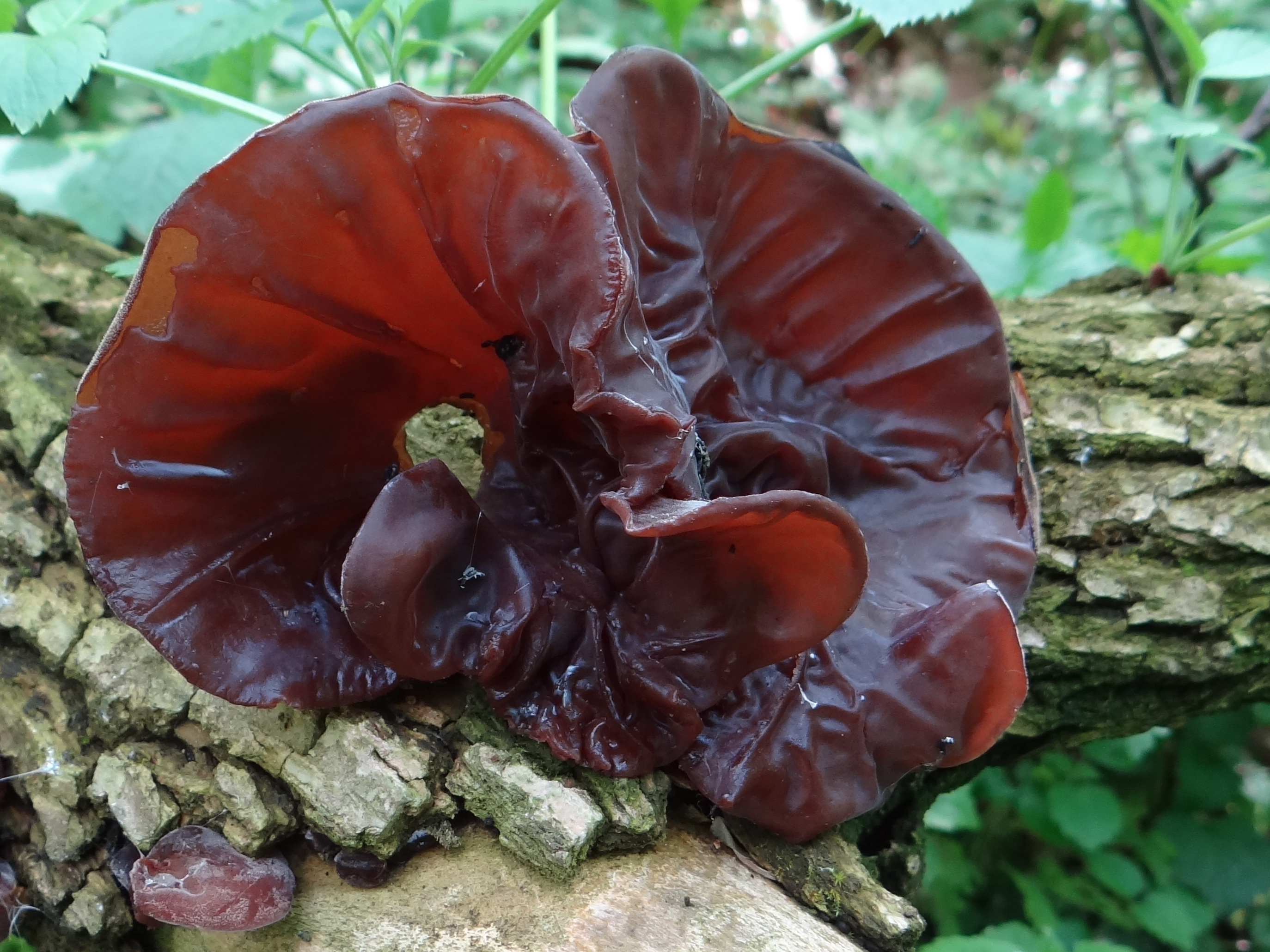

Uszak bzowy (Auricularia auricula-judae (Bull.) Quél.) – gatunek grzybów z rodziny uszakowatych (Auriculariaceae).

## Systematyka i nazewnictwo
Pozycja w klasyfikacji według Index Fungorum: Tremella, Auriculariaceae, Auriculariales, Auriculariomycetidae, Agaricomycetes, Agaricomycotina, Basidiomycota, Fungi.
Po raz pierwszy takson ten zdiagnozował w 1789 r. Jean Baptiste Bulliard nadając mu nazwę Tremella_auricula-judae. Obecną, uznaną przez Index Fungorum nazwę nadał mu w 1886 r. Lucien Quélet, przenosząc go do rodzaju Auricularia.
Synonimów naukowych ma ok. 40. Niektóre z nich:

- Auricularia auricula (Hook. f.) Underw. 1902
- Auricularia auricularis (Gray) G.W. Martin 1943
- Exidia auricula-judae (Alb. & Schwein.) Fr. 1823
- Gyraria auricularis Gray 1821
- Hirneola auricula (L.) P. Karst. 1880
- Hirneola auricula-judae (L.) Berk. 1860
- Hirneola auricularis (Gray) Donk 1949
- Merulius auricula (L.) Roth
- Peziza auricula-judae (Bull.) Bolton 1786
- Tremella auricula L. 1753
- Tremella auricula-judae Bull. 1789[2].

Nazwę polską podali Barbara Gumińska i Władysław Wojewoda w 1968 r. W polskim piśmiennictwie mykologicznym gatunek ten opisywany był też jako grzyb brzozowy, judaszowe uszy, uszak judaszowy, ucho judaszowe, ucho bzowe.

## Morfologia
Owocnik
Średnica 2–10 cm, kształt początkowo kielichowaty, później miseczkowaty, na koniec tarczowaty i rozpostarty. Czasami kształtem przypomina ucho. Owocnik jest powyginany i żyłkowato żebrowaty. Górna powierzchnia jest brązowa, matowa, delikatnie zamszowa, a czasami oszroniona. Zarodniki powstają na dolnej powierzchni, która ma czerwonobrązowy kolor i jest błyszcząca, gładka, a u dojrzałych owocników biaława od zarodników. Podczas wilgotnej pogody owocnik jest galaretowaty i prześwitujący. Podczas suchej pogody owocniki mogą zaschnąć i wówczas są korkowate lub rogowate, a ich wewnętrzna strona przybiera barwę od czarnobrązowej przez brązowofioletową do czarnosiwej. Jednak po dłuższych opadach deszczu znów nasiąkają wodą i odzyskują galaretowatość i sprężystość.
Miąższ
Cienki, galaretowato-sprężysty, bez zapachu, o łagodnym smaku.
Wysyp zarodników
Biały, nieamyloidalny. Zarodniki wielkości 16–23 × 6–7 µm.
Gatunki podobne
Uszaka bzowego można pomylić z uszakiem skórnikowatym (Auricularia mesenterica), który ma włoskowato-strefowaną górną powierzchnię.

## Występowanie i siedlisko
Gatunek kosmopolityczny. Poza Antarktydą występuje na wszystkich kontynentach, a także na wielu wyspach. W Polsce jest pospolity.
Nadrzewny grzyb pasożytniczy lub saprotrof. Rozwija się na osłabionym lub martwym drewnie w lasach, zaroślach, parkach, ogrodach, przy drogach. Najczęściej spotykany jest na bzie czarnym, ale także na wielu innych gatunkach drzew liściastych (szczególnie na klonach i olchach), na iglastych wyjątkowo. Rośnie w ciągu całego roku, a także podczas łagodnej zimy i występuje już od późnej wiosny na pniakach i pniach. W czasie długotrwałej wilgotnej pogody często tworzy całe kępy owocników.

## Znaczenie
- Grzyb jadalny. W Europie jest rzadko zbierany, wysoko natomiast ceniony jest w kuchni chińskiej i japońskiej[9]. Jest składnikiem wielu potraw. Jest prawie pozbawiony smaku, spożywany jest ze względu na swoją chrząstkowatą konsystencję[10][5]. Na Filipinach grzyby Auricularia mają nazwę „ten-gang daga”, w Malezji, mù’e˘ rin w Chinach i Ki-kuragi w Japonii[11].
- Grzyb uprawny. Uprawiany jest w wielu krajach Azji. W 2020 r. w Chinach produkcja grzybów wyniosła około 1 miliona ton, a Auricularia zajmują drugie miejsce w ilości wyprodukowanych tam grzybów[11]. Auricularia z Azji sprowadzane są do Europy, w tym do Polski i serwowane w niektórych restauracjach kuchni azjatyckiej[12].
- Grzyb leczniczy szczególnie doceniany w krajach Dalekiego Wschodu[11]. W tradycyjnej medycynie chińskiej stosowany od tysięcy lat do leczenia osłabienia poporodowego, skurczów i drętwień, bóli spowodowanych urazami, niedrożności tętnic i żył, drętwień i tężyczki, złośliwej czerwonki, hemoroidów i zapalenia jelit, krwotoku miesiączkowego, zaburzeń żołądkowych powodujących nudności i nadmierną flegmę, nie gojących się wrzodów u osób starszych. Brak badań naukowych potwierdzających skuteczność tego leczenia, ale wiadomo, że grzyby Auricularia zawierają wiele różnych polisacharydów i czasami stwierdza się, że stymulują one układ odpornościowy u ludzi, a w niektórych przypadkach powodują produkcję interferonu i interleukin, które następnie zatrzymują proliferację raka komórki. Stwierdzono także, że mają działanie przeciwnowotworowe, sercowo-naczyniowe, hipocholesterolemiczne, przeciwwirusowe, przeciwbakteryjne i przeciwpasożytnicze. W badaniach naukowych potwierdzono skuteczność Auricularia w obniżaniu poziomu glukozy we krwi, dzięki czemu łagodzi objawy cukrzycy nieinsulinozaleznej (cukrzycy 2 typu). Grzyby te obniżają także poziom cholesterolu, dzięki czemu mogą być stosowane jako środek zapobiegawczy w przypadku problemów związanych ze stwardnieniem naczyniowym[13].